# Liste des volcans d'Espagne
Cet article recense les volcans d'Espagne. 

## Liste

### Continent
| Nom                | Altitude | Dernière éruption       | Coordonnées                 |
| ------------------ | -------- | ----------------------- | --------------------------- |
| Campo de Calatrava | +1 117,  | 3600 av.J.-C. ± 500 ans | 38° 52′ N, 4° 01′ O         |
| Croscat            | +0788,   | 13 500 ans              | 42° 09′ 15″ N, 2° 32′ 09″ E |
| Garrinada          | +0534,   | 11 000 ans              | 42° 11′ 36″ N, 2° 29′ 45″ E |
| Montolivet         | +0542,   | 11 000 ans              | 42° 10′ 45″ N, 2° 28′ 42″ E |
| Montsacopa         | +0532,   | 11 000 ans              | 42° 11′ 14″ N, 2° 29′ 18″ E |
| Pujalós            | +0781,   | Holocène                | 42° 10′ 18″ N, 2° 32′ 06″ E |
| Santa Margarida    | +0766,   | 11 000 ans              | 42° 08′ 29″ N, 2° 32′ 38″ E |

### Îles Canaries
| Nom            | Altitude | Dernière éruption | Coordonnées          |
| -------------- | -------- | ----------------- | -------------------- |
| Bandama        | +0574,   | 40 ± 75 ans       | 28° 02′ N, 15° 27′ O |
| El Hierro      | +1 502,  | 2011              | 27° 44′ N, 18° 02′ O |
| Fuerteventura  | +0814,   | Holocène          | 28° 21′ N, 14° 01′ O |
| Grande Canarie | +1 950,  | 20 av. J.-C.      | 28° 00′ N, 15° 35′ O |
| La Palma       | +2 428,  | 2021              | 28° 35′ N, 17° 50′ O |
| Lanzarote      | +0674,   | 1824              | 29° 02′ N, 13° 38′ O |
| Tenerife       | +3 715,  | 1909              | 28° 16′ N, 16° 38′ O |